# 452 Hamiltonia
Hamiltonia (asteroide 452) é um asteroide da cintura principal, a 2,8188874 UA. Possui uma excentricidade de 0,009683 e um período orbital de 1 754,08 dias (4,81 anos).
Hamiltonia tem uma velocidade orbital média de 17,65391343 km/s e uma inclinação de 3,22715º.
Este asteroide foi descoberto em 6 de Dezembro de 1899 por James Keeler.